# Sermersooq
Sermersooq (letterlijk: '(de gemeente) met veel ijs') is een gemeente in Groenland, die op 1 januari 2009 is ontstaan door de samenvoeging van de gemeenten Ammassalik, Ittoqqortoormiit, Ivittuut, Nuuk en Paamiut.

## Plaatsen in Sermersooq
- Ivittuut
  - Kangilinnguit (Grønnedal)
- Paamiut (Frederikshåb)
  - Arsuk
- Nuuk (Godthåb), zetel van het gemeentebestuur
  - Qeqertarsuatsiaat
  - Kapisillit
- Tasiilaq
  - Kulusuk
  - Kuummiut
  - Isortoq
  - Tiniteqilaaq
  - Sermiligaaq
- Ittoqqortoormiit

Gemeenten: Avannaata · Kujalleq · Qeqertalik · Qeqqata · Sermersooq 

Nationaal park Noordoost-Groenland

Buiten overheidsgebied: Thule Air Base